# Gustav Banér
Gustav Axelsson Banér, född på Kristi himmelsfärdsdag (19 maj) 1547 på Djursholms slott, död 20 mars 1600, avrättad genom halshuggning vid Linköpings blodbad, var en svensk hovmarskalk och ett riksråd. 

## Biografi
Gustav Axelsson Banér var son till Axel Nilsson Banér och Margareta Pedersdotter Bjelke och bror till Sten Banér, som också avrättades vid Linköpings blodbad. Han stod på hertigarnas sida under upproret mot Erik XIV och utnämndes 1569 (vid endast 23 års ålder) av Johan III till riksråd. Samma dag fick han nästan hela Mustasaari socken och Korsholms kungsgård i förläning.
Gustav Banér var ståthållare över Estland, Livland och Ingermanland. Han förde 1571 överbefälet över krigshären i Finland. Ryssarna gjorde tre infall i östra och södra Finland under vintern, så att allmogen måste fly. "Kölden och snön hindrade honom att sätta sig i rörelse" (men icke fienden). Befälet måste fråntas honom på hösten 1572. Han nämns i samband med komplotten 1574.
Banér tog senare Sigismunds parti mot hertig Karl. Efter slaget vid Stångebro utlämnades han jämte de andra riksråden till hertig Karl, som lovade, "att de på en fri riksdag skulle dömas efter Sveriges lag, i kejserliga, kungliga och furstliga sändebuds närvaro, utan att dessförinnan något ondt skulle dem vederfaras". Gustaf Banér fick i sex dygn vara hos sin hustru, som på Segersjö nedkommit med en son, men inspärrades sedan på Gripsholm, där han varken fick träffa eller brevväxla med någon av sina anhöriga. I mars 1600 fördes han till Linköping. Domen över de anklagade rådsherrarna blev en dödsdom. Efter domen fick hustrur och barn till de dödsdömda efter ett års skilsmässa träffa de dömda männen och fäderna. Gustav Banérs dotter Sigrid Banér har i sin dagbok skildrat det sista mötet med sin far. Till barnen hade han sagt:
| ” | Kära barn. Det är så handlat mot mig, att jag intet arv lämnar Eder, men jag beder Eder, att när I hören mitt namn, så skola I för min skull aldrig slå neder Edra ögon. | „ |

Sigrid Banér skriver dessutom om avskedet mellan Gustaf och hans hustru; '"När han tog farväl av min arma mor så skedde det med sådana ynkliga ord och klagan, som jag icke kan minnas rätta ordaformen på, men alla i rummet gräto, både vänner och fiender".
På avrättningsdagen togs han ut på torget i Linköping. Han gick fram till bödeln, höjde sin högra hand för att äska tystnad och höll ett anförande. Banér uttalade här igen att han var oskyldig och att hans brott hade varit att följa den lagliga kungen Sigismund. Talet avslutades med:
| ” | Här bliva idag 22 faderlösa barn och fyra bedrövade änkor, deras tårar och vårat oskyldiga blod ropar dagligen till Gud, det vet jag. Oskyldig dör jag, hörer det, och förbannade vare de som talar illa på vår döda mull. | „ |

Därefter lade han sitt huvud i stupstocken och snabbt därefter rullade hans huvud ner. Han ligger begraven i Uppsala domkyrka.

## Privatliv
Gustav Banér gifte sig 8 oktober 1581 i Stockholm med Kristina Sture (1559–1619), dotter till riksrådet och riksmarskalken Svante Sture d.y. och Märta Eriksdotter (Leijonhufvud). Gustav och Kristina fick sammanlagt 14 barn. Fyra dog dock i späd ålder. Barnens födelseår visar att Kristina i princip var konstant gravid i 16 år.
1. Margareta Gustafsdotter Banér  (1582–1618). Ogift.
2. Svante Gustafsson Banér (1584–1628). Riksråd och guvernör i Riga.
3. Anna Gustafsdotter Banér (1585–1656). Hovjungfru. Gift 1610 med riksrådet Gabriel Bengtsson Oxenstierna.
4. Märta (1586–1586)
5. Axel (1587–1594)
6. Peder Gustafsson Banér (1588–1644). Gift 1615 med Hebbla Fleming (d. 1639). Riksråd.
7. Nils Gustafsson Banér (1589–1614). Ogift. Kapten, död i strid i Ryssland.
8. En dotter, död vid födseln 1590.
9. Sigrid Gustafsdotter Banér (1592–1669). Ogift.
10. Märta Gustafsdotter Banér (1593–1638). Gift med riksrådet Lars Eriksson Sparre.
11. Axel Gustafsson Banér  (1594–1642). Riksråd och riksmarskalk.
12. Johan Gustafsson Banér  (1596–1641). Riksråd och fältmarskalk.
13. Erik (1597-1597)
14. Karl Gustafsson Banér (1598–1632). Statssekreterare, vice guvernör i Preussen.